# لوکاس رادبه
لوکاس رادبه (انگلیسی: Lucas Radebe؛ زادهٔ ۱۲ آوریل ۱۹۶۹) بازیکن فوتبال سابق اهل آفریقای جنوبی است.
از باشگاه‌هایی که در آن بازی کرده‌است می‌توان به لیدز یونایتد اشاره کرد.
وی همچنین سابقه بازی در تیم ملی فوتبال آفریقای جنوبی را دارد و در جام‌های جهانی ۱۹۹۸ و ۲۰۰۲ کاپیتان این تیم بود.